# Alžírský puč (1961)
Alžírský puč byl neúspěšný pokus o státní převrat ve Francii, ke kterému došlo ve dnech 21.–26. dubna roku 1961. Pučisté chtěli svrhnout prezidenta Charlese de Gaulla a udržet francouzskou nadvládu v Alžírsku, většina armády i policejní jednotky však zůstaly věrné stávající vládě. Alžírsko se nakonec stalo roku 1962 nezávislým státem.

## Pozadí
Od roku 1954 probíhala v Alžírsku, jehož území rozdělené na tři departementy bylo součástí Francie, válka za nezávislost. Představitelé francouzské armády a francouzští osadníci v Alžírsku nechtěli možnost alžírské nezávislosti připustit a odmítali se podřídit vládě v Paříži. Aby politici situaci uklidnili, souhlasila většina z nich na jaře roku 1958 s návratem Charlese de Gaulla k moci. Část z těch, kteří mu k vládě pomohli, ale netušila, že de Gaulle považuje alžírskou nezávislost za nevyhnutelnou. V září 1959 dal de Gaulle své úmysly veřejnosti najevo a proces vedoucí k nezávislosti zahájil, v roce 1960 pak vyhlásil referendum o sebeurčení. V něm s převahou zvítězili stoupenci alžírské nezávislosti. 11. dubna 1961 de Gaulle prohlásil, že (Alžírsko) „stojí Francii víc, než jí přináší“ a Francie by se ho tedy měla vzdát, na což francouzští osadníci v Alžírsku a část francouzské armády reagovali 21. dubna pokusem o státní převrat.

## Průběh puče
Převrat zorganizovali penzionovaní generálové Challe a Salan, kteří dříve úspěšně veleli v alžírské válce, spolu s generálem Zellerem, bývalým náčelníkem štábu armády a generálem Jouhaudem, kterým předtím sloužil jako generální inspektor letectva. Spoléhat se mohli na větší množství důstojníků, velících v alžírské válce a asi dvě divize vojáků. Pučistům se podařilo zajmout velitele francouzské armády v Alžírsku generála Gambieze a jejich parašutisté ve Francii měli v plánu po spojení s obrněnými jednotkami postup na Paříž. Francouzská vláda však měla plnou podporu veřejnosti a předseda vlády Debré vyzval občany, aby se svými auty nebo i pěšky parašutistům postavili do cesty.

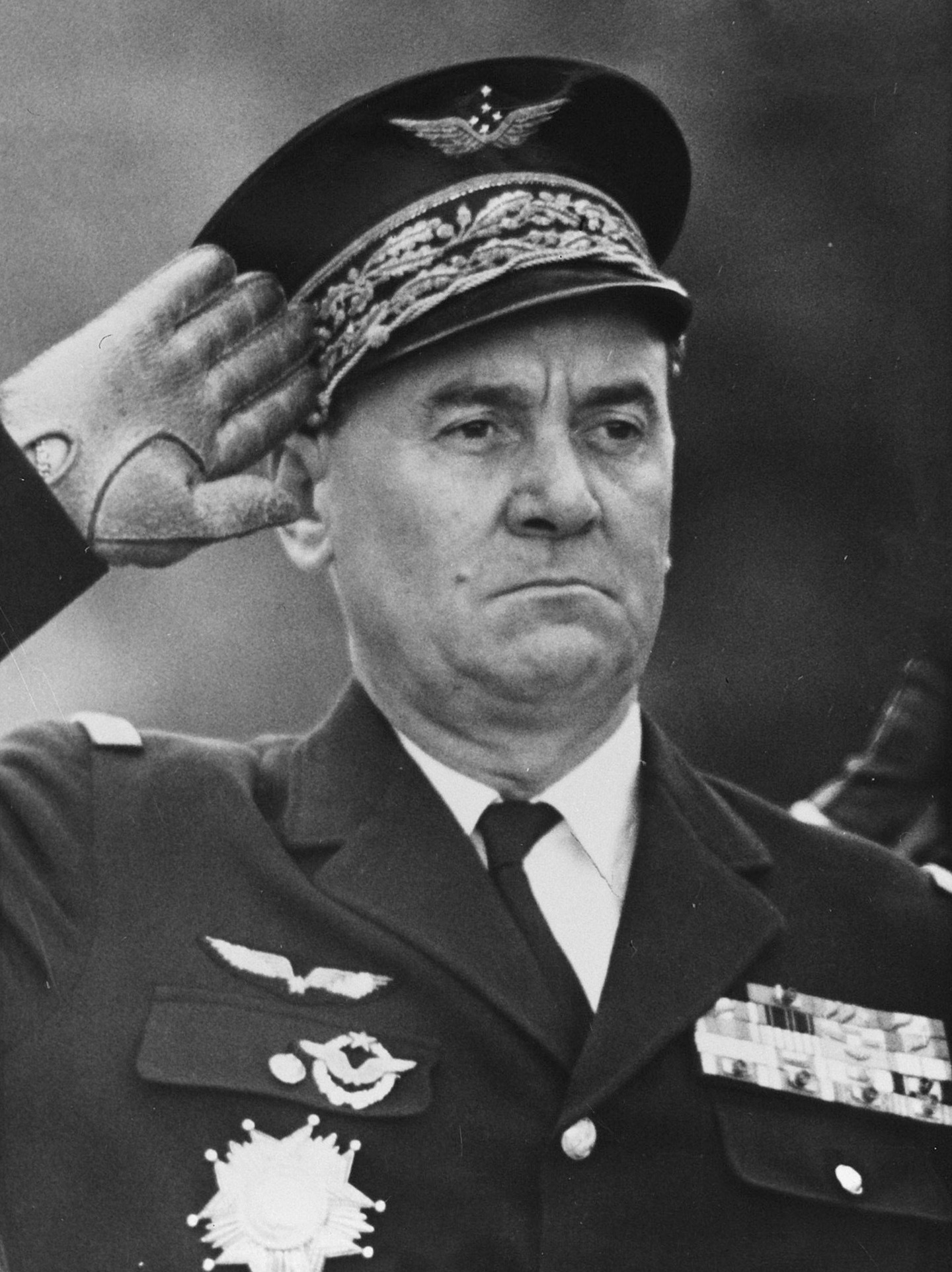
Jeden z vůdců neúspěšného převratu, generál Edmond Jouhaud

Klíčový vliv na další průběh puče měl televizní projev prezidenta de Gaulla z večera 23. dubna. Ten, oblečen do generálské uniformy, pronesl mimo jiné následující slova: „vydávám rozkaz použít všech prostředků, opakuji, všech prostředků k zastavení těchto mužů“. De Gaulle se také rozhodl uplatnit článek 16 francouzské ústavy, který mu v případě mimořádné situace dává do rukou výjimečné pravomoci. Jeho řeč pak přiměla důstojníky, kteří zatím stáli stranou, k rozhodnutí se do puče nezapojit. Na stranu vlády se postavili také odvedenci plnící brannou povinnost, část z nich pak obsadila vojenské sklady. De Gaulla podporovalo i francouzské námořnictvo a letectvo v Alžírsku, které se přemístilo do Evropy. Vojenští účastníci převratu sice měli podporu Francouzů žijících v Alžírsku, ale jejich cílem nebylo masové povstání, nýbrž čistě vojenský převrat, a tak ji nevyužili. Generál Challe odmítl během převratu i spolupráci s OAS, kterou francouzští osadníci v Alžírsku podporovali.
Ve Francii se vzbouření výsadkáři nechali přesvědčit policií, aby své operace přerušili, armáda jako celek zůstala věrná prezidentovi i vládě, a tak se 25. dubna Challe a Zeller vzdali. Puč definitivně skončil 26. dubna.

## Následky
Členové OAS, k nimž patřili i generálové Jouhaud a Salan, se rozhodli za francouzské Alžírsko dále bojovat pomocí terorismu a mimo jiné spáchali několik neúspěšných atentátů na de Gaulla. Nakonec byli Jouhaud i Salan zatčeni. Válka v Alžírsku skončila v březnu 1962 po podpisu evianských dohod, na základě nichž se Alžírsko mělo stát nezávislým státem. K tomu došlo 4. července 1962, když moc od Francie převzala provizorní alžírská vláda.